# Exochus destitutus
Exochus destitutus là một loài tò vò trong họ Ichneumonidae.